# Assunção Cristas

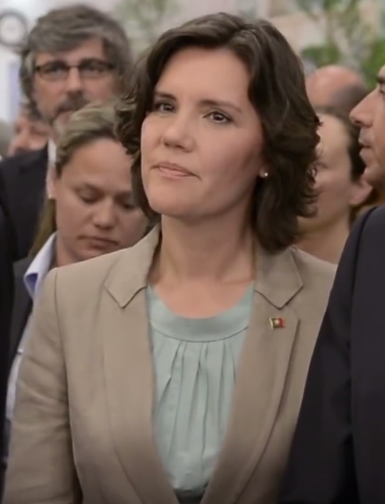
Assunção Cristas (2015)

Maria da Assunção de Oliveira Cristas Machado da Graça (* 28. September 1974 in Luanda, Angola) ist eine portugiesische Juristin und Politikerin.
In der Regierung, die nach der Parlamentswahl von 2011 gebildet wurde, übernahm sie am 21. Juni 2011 das Amt einer Ministerin für Landwirtschaft, Meer & Fischerei, Umwelt, Raumordnung und Regionalentwicklung.

## Leben
Assunção Cristas wurde in der damaligen portugiesischen Kolonie (offiziell “Überseeprovinz”), geboren und kam kurz darauf – nach der Unabhängigkeit des Landes 1975 – mit ihrer Familie nach Portugal. Ihr Vater war Besitzer einer Kaffeeplantage in Nordwestangola und hatte insgesamt sieben Kinder.

Assunção Cristas absolvierte ein juristisches Studium an der Rechtswissenschaftlichen Fakultät der Universität Lissabon, an der sie 1997 den Abschluss erreichte. Sie heiratete Tiago Pereira dos Reis Machado da Graça, ist Mutter dreier Kinder und praktizierende Katholikin.

### Beruflicher Werdegang
Während ihrer letzten beiden Studienjahre war Assunção Cristas „Monitorin“ an der Juristischen Fakultät der Universität Lissabon. Nach ihrem Studienabschluss war sie dort von 1997 bis 1999 Assistentin.
Die Zulassung als Rechtsanwältin erhielt sie nach den entsprechenden Prüfungen bereits 1999. Sie praktizierte im Rahmen einer Anwaltskanzlei, wurde jedoch 2004 Dozentin an der juristischen Fakultät der Neuen Universität Lissabon. Dort promovierte sie auf dem Gebiet des Privatrechts mit einer Dissertation über Vertragsrecht im Kreditwesen. 2005 erfolge daraufhin ihre Ernennung zur „professora auxiliar“, 2009 ihre Beförderung zur „professora associada“. Während dieser Jahre lehrte sie auch als apl. Assistentin an der Hochschule für Polizeiwissenschaften und Innere Sicherheit.  Seit 2010 ist sie Rechtsberaterin in einer bekannten Anwaltskanzlei.

### Politische Laufbahn
Als Parteilose wurde Assunção Cristas 2002 Assessorin der Justizministerin und leitete dort bis 2005 die Studiengruppe für Gesetzgebung und Planung. 2007 trat sie dem CDS bei, der stärksten konservativen Partei Portugals, die von der Größenordnung her hinter dem PS und dem PSD rangiert und sich damals in der Opposition befand. Sie stieg dort rasch in die Führungsgruppe auf und wurde 2009 stellvertretende Vorsitzende. Bei den Parlamentswahlen von 2009 und von 2011 wurde sie jeweils über den Wahlkreis Leiria zur Abgeordneten gewählt; 2009 bis 2011 war sie stellvertretende Fraktionsvorsitzende.
Im Juni 2011 war sie Mitglied der Delegation des CDS, die mit dem Wahlsieger PSD eine Koalition aushandelte. In der Regierung, die aus diesen Verhandlungen hervorging, wurde ihr ein Ministerium anvertraut, das zwei bis dahin bestehende Ministerien zusammenfasst und für eine erhebliche Zahl von Sachgebieten zuständig ist: Landwirtschaft und Entwicklung ländlicher Gebiete, Meer und Fischerei, Umwelt, Raumordnung und Regionalentwicklung. Dies entspricht einer vom Premierminister Pedro Passos Coelho vorgegebenen Linie, im Zuge der allgemeinen Sparmaßnahmen die Zahl der Minister und Ministerien drastisch zu verringern. Im Zuge einer Regierungsumbildung wurden die Bereiche Umwelt und Raumordnung 2013 aus dem Zuständigkeitsbereich von Assunção Cristas ausgegliedert und bildeten ein eigenes Ministerium.
Bei der Parlamentswahl 2015 verlor die Koalition PSD/CDS ihre Mehrheit. Es folgte eine Regierung des PS, die von PCP und BE im Parlament mitgetragen wird. Assunção Cristas verlor so ihr Ministeramt, blieb aber Abgeordnete und wurde nach dem Ausscheiden des Vorsitzenden des CDS, Paulo Portas, zu dessen Nachfolgerin gewählt.